# Ferrocarril Dakar-Níger
El ferrocarril Dakar-Níger connecta Dakar (Senegal) amb Koulikoro (Mali). El nom es refereix al riu Níger, no a la República de Níger. Abasta a moltes ciutats del Senegal, incloent Thiès, i de Mali, incloent Kayes, Kita, Kati, Bamako. La línia recorre un trajecte de 1.287 km, dels quals 641 km es troben a Mali. La línia està administrada pel consorci Transrail.
A partir de 2013 els serveis de passatgers a Mali només s'oferien tres dies entre Bamako i Kayes via Kati i Diamou. En 2014 no hi havia trens internacionals de passatgers en funcionament, però sí que existien serveis de passatgers al Senegal entre Dakar i Thiès.

## Història

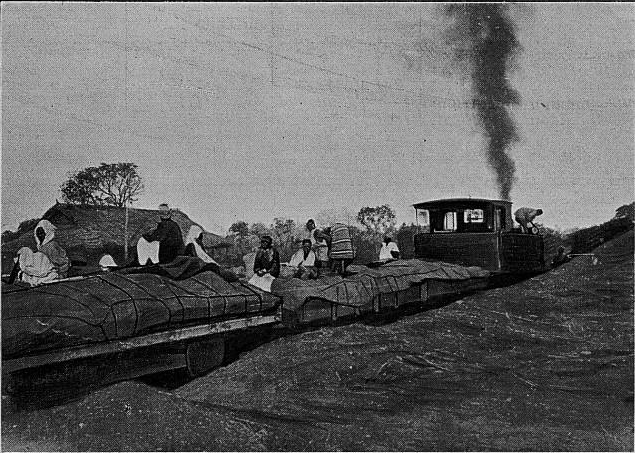
Un tren viatjant al llarg de la via fèrria al voltant de 1908

### Construcció
Els treballs de construcció del ferrocarril Dakar-Níger van començar a la fi del segle xix sota el comandament del general francès Gallieni, comandant del Sudan francès.
El ferrocarril connectava el riu Níger amb el port de Dakar, permetent el transport de primeres matèries per tot el món. La línia va ser completada a principis del segle xx, el tram Kayes-Koulikoro va ser inaugurat en 1904. No obstant això, l'últim tram de la línia no es va estrenar fins a 1924.

### Vaga de 1947
En 1947, els treballadors del ferrocarril van fer una vaga de diversos mesos per a obtenir els mateixos drets que els ferroviaris francesos. L'èxit de la vaga va ser celebrat com un punt d'inflexió en la lluita anticolonial per l'escriptor senegalès Ousmane Sembène en la seva novel·la de 1960, Les bouts de bois de Dieu.

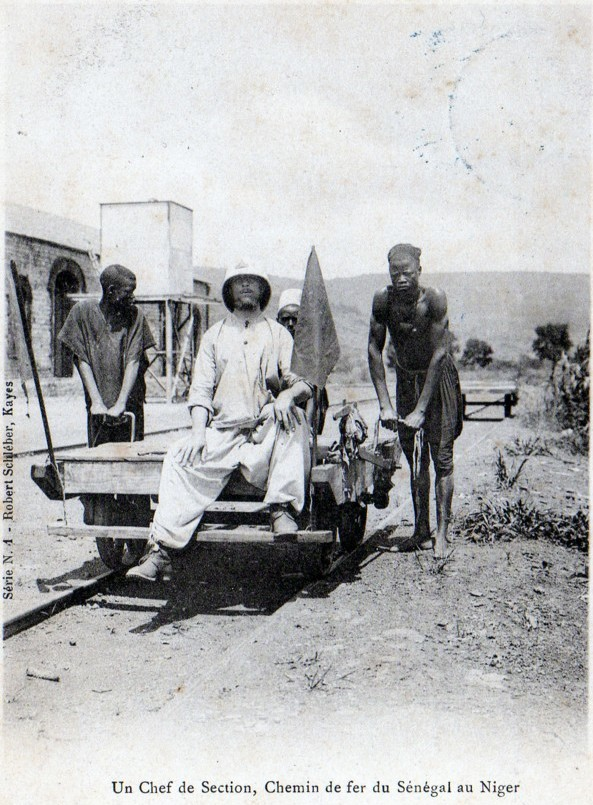
Un inspector de ferrocarrils colonials francesos i tres homes no identificats en 1904

### Operació post-independència
Amb la independència de Mali i el Senegal, després de la dissolució de la Federació de Mali, el control del ferrocarril es va dividir entre dues organitzacions nacionals, la Régie des Chemin de fer du Mali (RCFM) i la Régie des Chemins de Fer du Sénégal.
Un acord entre el Senegal i Mali en 1962 va determinar l'explotació conjunta de la línia per les dues companyies de ferrocarril.

### Accidents
Un accident, ocorregut el 13 de maig de 2009, va matar a cinc persones i va ferir a trenta-set, quan un tren amb destinació a Dakar es va sortir de les vies entre Bala i Goudiry a la regió senegalesa de Tambacounda. Es va informar que quatre vagons s'havien bolcat, però no s'ha determinat cap causa oficial.

## Situació actual

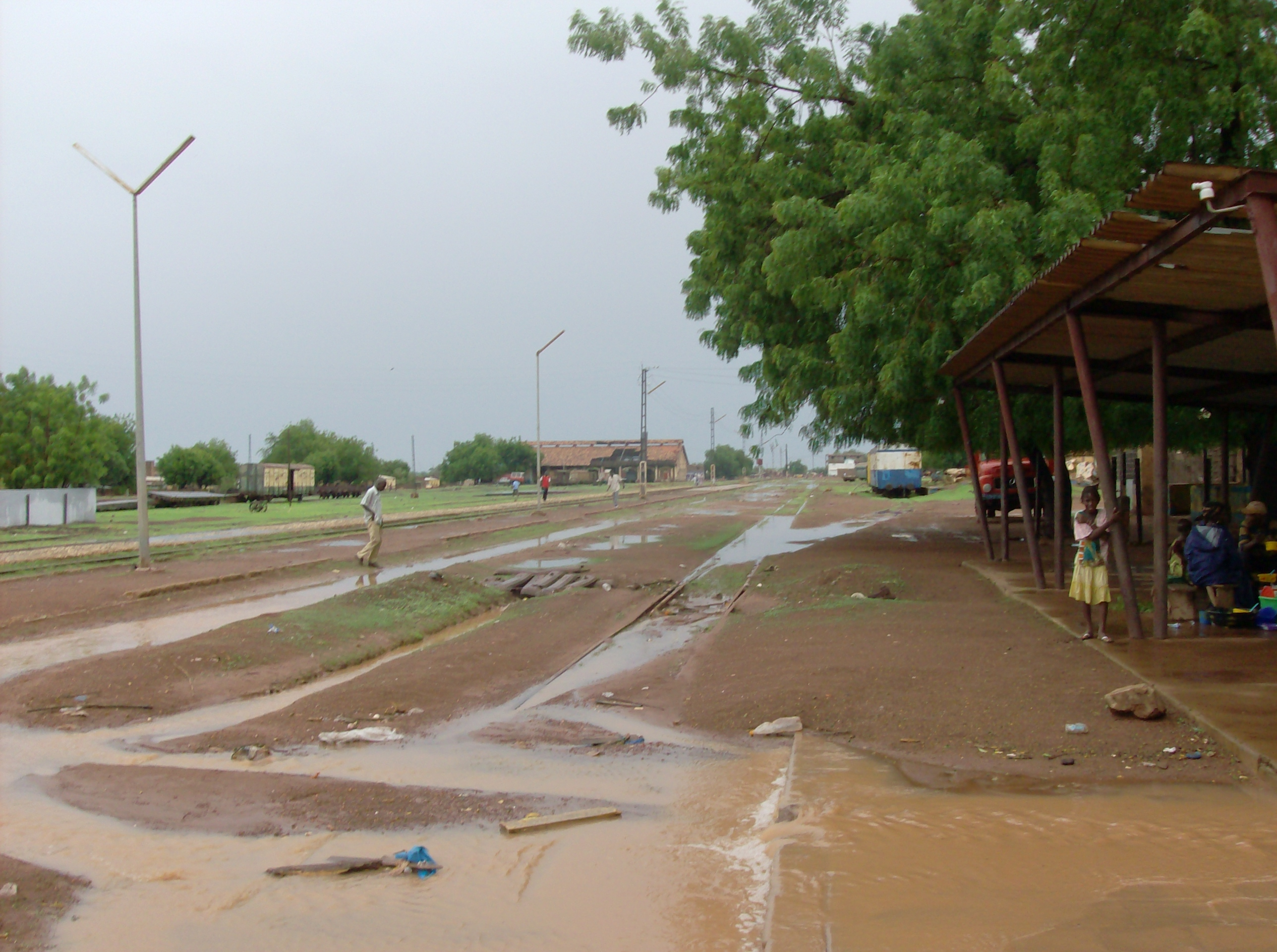
Estació de Tambacounda en 2009

A l'octubre de 2003, el Senegal i Mali van privatitzar el ferrocarril arran de la pressió exercida pel Banc Mundial. El Consorci Transrail, un consorci de gestió franc-canadenca, va assumir la gestió de la línia, canviant de mans diverses vegades. Els problemes de gestió i la falta d'inversions van provocar una greu degradació de la infraestructura i el material rodant i nombrosos retards. Al Senegal, la velocitat màxima dels trens s'ha limitat en molts llocs a 20 km/h a causa del mal estat de les vies.
Malgrat l'obligació de Transrail de mantenir un servei de passatgers, es van centrar en el transport de mercaderies. Es van tancar moltes estacions i es va reduir el nombre de connexions, la qual cosa va crear dificultats per a les comunitats aïllades. A part del petit train de banlieue, un tren de passatgers que dona servei dues vegades al dia entre Dakar i Thiès, els serveis de passatgers s'han suspès des de l'accident de 2009.
Transrail va ser comprat en 2007 per l'empresa belga Vecturis. La línia no ha funcionat des de maig de 2010. En 2015, els governs de Mali i el Senegal van arribar a un acord amb la China Railway Construction Corp (International) per a restaurar les respectives parts de la línia. Es va rescindir la concessió a Transrail i una nova entitat, Dakar Bamako Ferroviaire, ocuparia el seu lloc.
Es va proposar la conversió a l'ample ferroviari estàndard.